# Sandmeyerjeva reakcija
Sandmeyerjeva reakcija je kemijska reakcija, s katero se iz arilnih diazonijevih soli sintetizira aril halogenide. Imenuje se po švicarskemu kemiku Traugottu Sandmeyerju.
Reakcijski mehanizem:
Aromatski in heterociklični amini zlahka reagirajo z nitriti in tvorijo arilne diazonijeve soli. Diazonijeve soli se v prisotnosti bakrovih(I) soli, na primer CuCl, razgradijo in tvorijo ustrezne aril halogenide. Reakcija je radikalsko-nukleofilna aromatska substitucija.
Standardna reakcija je kasneje doživela več izboljšav.

## Različice
Večina razlik med Sandmeyerjevimi reakcijami gre na račun različnih bakrovih soli: bakrov cianid, na primer, daje benzonitrile.  Če se namesto bakrovih soli uporabijo tioli ali voda, nastanejo tioetri oziroma fenoli. 
V Schiemannovi reakciji, v kateri se uporablja tetrafluoroborat (BF4−),  nastane fluorobenzen, katerega  se z bakrovimi solmi ne da sintetizirati.  
Posebna skupina Sandmeyerjevih reakcij uporablja bakrove soli samo kot katalizator. Eno od bromiranj poteka s po 0,1 ekvivalenta Cu(I) in Cu(II) soli, 0,1 ekvivalenta fenantrolina kot liganda in 0,1 ekvivalenta dibenzo-18-krona-6 polietra kot katalizatorja faznega prehoda: